# 933

## Události
Jindřich I. Ptáčník poráží Maďary u Riade

## Narození
- ? – Ngô Chân Lưu, vietnamský mnich, učenec a diplomat († 1011)

## Hlavy států
- České knížectví – Václav I. (Boleslav I. za předpokladu Václavova úmrtí 929)
- Papež – Jan XI.
- Anglické království – Ethelstan
- Skotské království – Konstantin II. Skotský
- Východofranská říše – Jindřich I. Ptáčník
- Západofranská říše – Rudolf Burgundský
- Uherské království – Zoltán
- První bulharská říše – Petr I. Bulharský
- Byzanc – Konstantin VII. Porfyrogennetos